# Chelan Simmons
Chelan Simmons (29 de octubre de 1982) es una actriz canadiense, más conocida por sus papeles como Hillary en Kyle XY y como Ashley Freund en Destino final 3.

## Biografía
Nacida en Vancouver, Columbia Británica, empezó a actuar a la temprana edad de ocho años, cuando consiguió su primer papel en It, película para televisión basada en la novela de Stephen King. Desde entonces ha protagonizado filmes como Caved In, Monster Island (MTV), Dark Seas y Snakehead Terror (SyFy). 
Luego trabajó en Dr. Dolittle 3 y en John Tucker Must Die (FOX), donde compartió pantalla con Jesse Matcalfe y Ashanti. Ha intervenido en los telefilmes Carrie, Ratz y The Susan Wilson Story y ha tenido papeles destacados en las series Now That (MTV), Smallville (WB) y Edgemont (CBC). 
Ha sido artista invitada en The Collector y Wonderfalls. En 2007 tuvo un papel secundario en Wind Chill, película producida por George Clooney y Steven Soderbergh.
En Destino final 3 interpretó a Ashley Freund, una chica interesada en la moda y los chicos, muriendo como su amiga Ashlyn (Crystal Lowe).

## Filmografía
| Año  | Título                                             | Papel                    | Notas                                           |
| ---- | -------------------------------------------------- | ------------------------ | ----------------------------------------------- |
| 1990 | It                                                 | Laurie Ann Winterbarger  |                                                 |
| 1991 | Bingo                                              | Cindy Thompson           | Papel secundario                                |
| 1992 | Bitsy Bears                                        | Whirly/Tickles           | Actriz de voz                                   |
| 2000 | Ratz                                               | Jennifer Martin          | Película para TV                                |
| 2000 | 2ge+her                                            | Chica adolescente        | 1 episodio                                      |
| 2001 | The Sports Pages                                   | Faith                    | Película para TV                                |
| 2001 | Special Unit 2                                     | Chica mala               | 1 episodio                                      |
| 2001 | The Sausage Factory                                | Cindy                    | 1 episodio                                      |
| 2001 | Edgemont                                           | Crystal                  | 11 episodios (2001-2002)                        |
| 2002 | Video Voyeur: The Susan Wilson Story               | Amber Henson             | Película para TV                                |
| 2002 | Carrie                                             | Helen Shyres             | Película para TV                                |
| 2002 | Smallville                                         | Felice Chandler / Rhonda | 2 episodios (2002-2004)                         |
| 2004 | Monster Island                                     | Jen                      | Película para TV                                |
| 2004 | Snakehead Terror                                   | Amber James              |                                                 |
| 2004 | Wonderfalls                                        | Gretchen Speck-Horowitz  | 2 episodios                                     |
| 2004 | Drake y Josh                                       | Chica en la nota triste  | 1 episodio, "Primer Amor"                       |
| 2005 | Zixx: Level Two                                    | Louise                   | 2 episodios, "Trust No One" y "Now You See Him" |
| 2005 | The Collector                                      | The Devil / Spokesmodel  | 1 episodio, "The UFOlogist"                     |
| 2005 | Chupacabra Terror                                  | Jenny Randolph           | Direct-to-video (Directo a video)               |
| 2005 | The Harp                                           | Girlfriend               | Papel principal                                 |
| 2005 | The Long Weekend                                   | Susie                    |                                                 |
| 2005 | Supernatural                                       | Jill                     | 1 episodio                                      |
| 2005 | Stargate Atlantis                                  | Mara                     | 1 episodio                                      |
| 2006 | Caved In: Prehistoric Terror                       | Emily Palmer             | Película para TV                                |
| 2006 | Destino final 3                                    | Ashley Freund            | Papel de apoyo                                  |
| 2006 | Dr. Dolittle 3                                     | Vivica                   | Direct-to-video (Directo a video)               |
| 2006 | John Tucker Must Die                               | Crying Waitress          | Cameo                                           |
| 2006 | Men in Trees                                       | Tiffani                  | 2 episodios                                     |
| 2006 | Psych                                              | Bianca                   | 2 episodios                                     |
| 2006 | Kyle XY                                            | Hillary                  | Papel recurrente (25 episodios)                 |
| 2007 | Wind Chill                                         | Blonde Girl              | Papel secundario                                |
| 2007 | Good Luck Chuck                                    | Carol                    | Papel secundario                                |
| 2007 | About a Girl                                       | Stacy                    | 3 episodios                                     |
| 2007 | Whistler                                           | Model                    | 1 episodio                                      |
| 2008 | Ogre                                               | Hope Bartlett            | Direct-to-video (Directo a video)               |
| 2008 | [homas Kinkade's Home for Christmas                | Ms. Placerville 1977     | Direct-to-video (Directo a video)               |
| 2008 | Paparazzi Princess: The Paris Hilton Story         | Lindsay Lohan            |                                                 |
| 2010 | Percy Jackson & the Olympians: The Lightning Thief | Lotus Eater              |                                                 |
| 2010 | Tucker & Dale vs Evil                              | Chloe                    |                                                 |
| 2014 | See No Evil 2                                      | Kayla                    | Direct-to-video (Directo a video)               |